# Cantorchilus longirostris
El cucarachero piquilargo o ratona de pico largo (Cantorchilus longirostris) es una especie de ave paseriformes de la familia Troglodytidae endémica de Brasil.

## Distribución y hábitat
Su hábitat natural es la mata atlántica del este de Brasil, extendiéndose desde Ceará hasta Santa Catarina.